# Epipogium aphyllum
L'orquídia fantasma (Epipogium aphyllum) Sw 1814 és una planta vascular, una orquídia de la família de les Orchidaceae. És coneguda com a orquídia fantasma perquè la major part de la seva vida la passa sota terra i només emergeix una tija durant la floració (que no sempre és anual).
El gènere Epipogium té set espècies acceptades segons el criteri de «Plants of the World Online».
Va ser orquídia de l'any a Alemanya a l'any 2014.

## Etimologia
El nom genèric Epipogium ve del grec epi (sobre) i Pogon (barba), pot referir-se al fet que el label (pètal principal de les orquidàcies) es troba per sobre dels altres pètals de color llima blancs.
L'epítet específic aphyllum fa referència a la pràctica absència de fulles (reduïdes a unes petites beines membranoses).

## Descripció

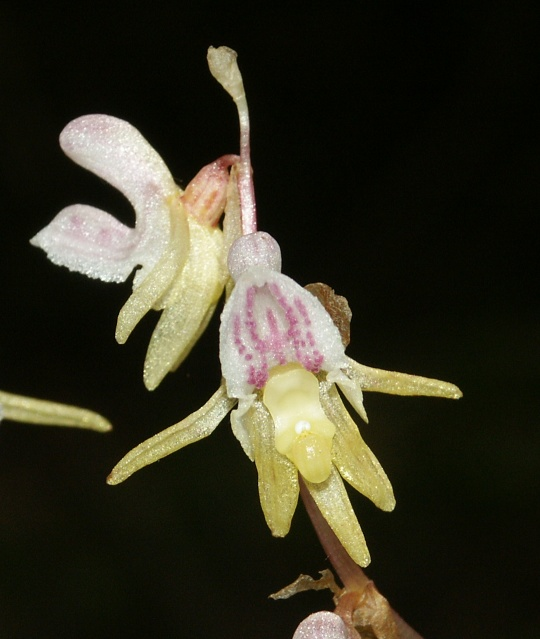

Planta herbàcia terrestre perenne translúcida (a l'estar desproveïda de clorofil·la, d'aquí la seva aparença blanquinosa, translúcida o fins i tot albina) de color groguenc. Les fulles són pràcticament inexistents, reduïdes a unes petites escates. És una orquídia micoheterotròfica que no produeix clorofil·la.
Les arrels obtenen nutrients a partir de xarxes micorríziques compartides amb fongs basidiomicets que al seu torn s'associen amb les arrels de diverses espècies d'arbres coníferes. Creixen a partir d'un rizoma, un tronc subterrani del que apareixen, quan les condicions ambientals ho permeten, unes petites tiges floríferes que no tenen clorofil·la. Aquestes tiges no serveixen per alimentar-se i solament surten del terra per a reproduir-se, especialment durant els estius molt humits a Europa occidental.
La flor és una excepció en el món de les orquídies (on el label apareix a la part inferior de la flor), a l'orquídia fantasma el label es col·loca en la part superior de la flor.
Sovint apareixen aquestes tiges amb flor de forma col·lectiva, amb fins a una dotzena de tiges de flors alhora que porten de 3 a 4 flors cada una.
Cada espècimen pot estar diversos anys sense florir abans de tornar a aparèixer de manera poc previsible, o fins i tot florir en el subsòl.

## Hàbitat
Aquestes orquídies terrestres es desenvolupen en boscos humits, a Catalunya principalment en fagedes i avetoses on habita al sotabosc, a la fullaraca o l'humus en descomposició, en llocs ombrívols i amb humitat edàfica permanent.
No obstant això, és excepcionalment rar en l'hàbitat. Les plantes es troben en àrees que solen experimentar hiverns freds.

## Gamma geogràfica
Les plantes tenen una distribució extremadament àmplia. L'espècie està àmpliament estesa a gran part d'Europa i el nord d'Àsia. Present des d'Espanya a Kamchatka, i al sud de l'Himàlaia: [5]  Nepal, el Pakistan, Bhutan i Myanmar. Fora dels continents també es troba a illes: Còrsega (mar Mediterrani), Japó i Taiwan (oceà Pacífic).
A Europa està absent als Països Baixos i Irlanda.
Als Països Catalans és present al Vallespir, Pallars Sobirà, Berguedà i Vallès Oriental. Darrerament també se n'ha trobat algunes localitzacions a l'Alta Ribagorça.

## Protecció
Espècie en perill d'extinció localment i estrictament protegida en alguns països: República Txeca, Eslovàquia, Finlàndia (llevat les illes Aland), Suècia, Catalunya i França.
Espècie protegida per la Convenció de Washington (2007).
A Catalunya, malgrat els darrers anys se n'ha pogut trobar més exemplars en altres llocs,  està a l'annex 1(espècie en perill) del catàleg de flora amenaçada de Catalunya.